# Thomas Balla
John Thomas Balla (Budapest, 25 gennaio 1936) è un ex schermidore statunitense.

## Biografia
Ha partecipato ai Giochi della XIX Olimpiade di Città del Messico nel 1968.

## Palmarès
In carriera ha conseguito i seguenti risultati:
- Giochi Panamericani:

Winnipeg 1967: oro nella sciabola a squadre.